# Wuling Hongguang S3

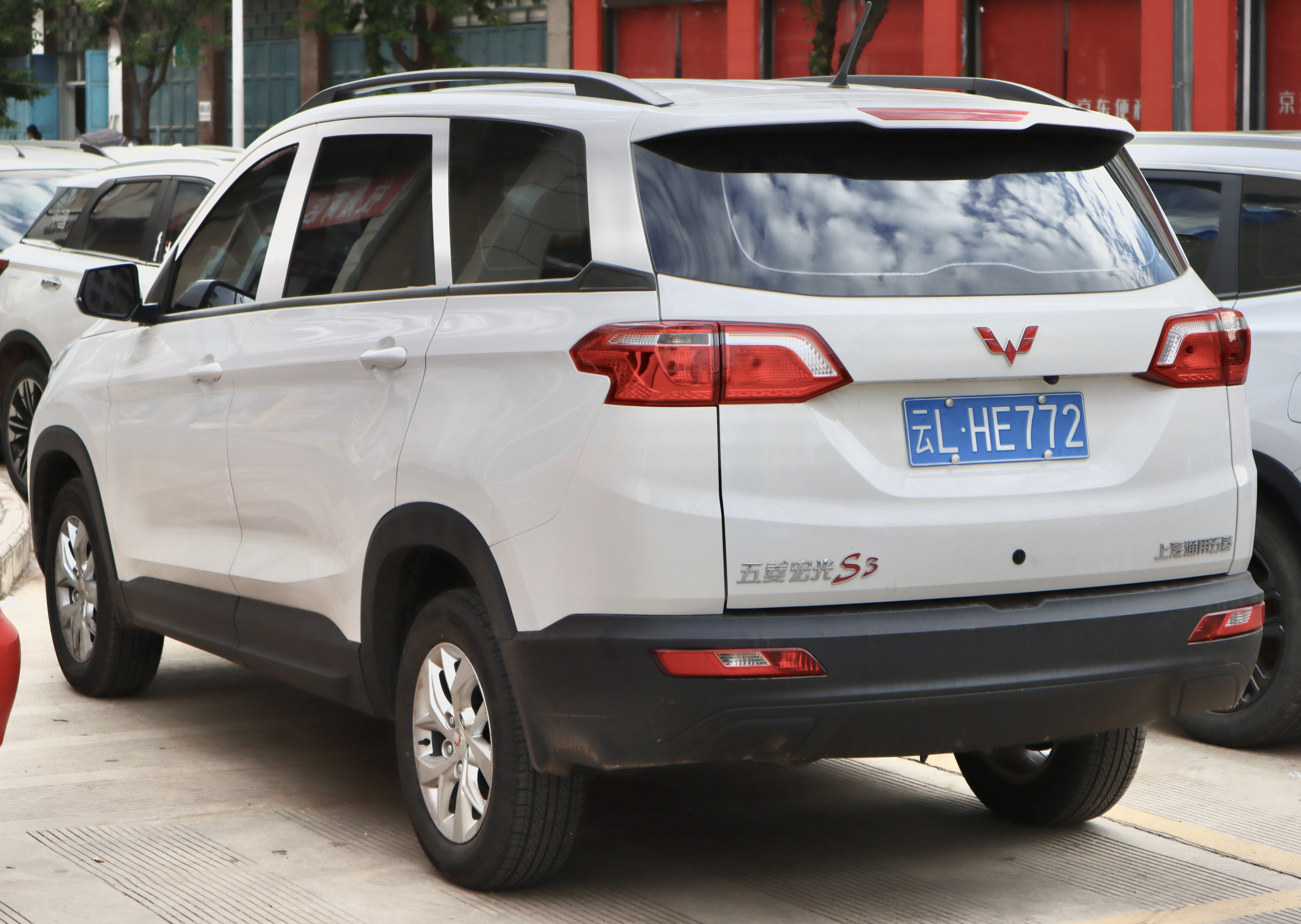
Вид сзади

Wuling Hongguang S3 (кит.: 五菱宏光S3) — компактный SUV, выпускающийся с 2017 года подразделением SAIC-GM-Wuling.

## Описание
Wuling Hongguang S3 был представлен в 2017 году на Шанхайском автосалоне в Китае. Он оснащается бензиновыми двигателями объёмом 1,5 л, мощностью 84—112 кВт (112—150 л. с.) в паре с шестиступенчатой механической или полуавтоматической трансмиссией. 
Вместимость автомобиля составляет 7 мест. Конфигурация — 2-2-3.
Ценовой диапазон составляет от 56800 до 81800 юаней.